# Campionato Amazonense
Il Campeonato Amazonense è il campionato di calcio dello stato di Amazonas, in Brasile. È organizzato dal 1914 dalla Federação Amazonense de Futebol (FAF).

## Stagione 2024
- Amazonas (Manaus)
- Manauara (Manaus)
- Manaus (Manaus)
- Nacional-AM (Manaus)
- Parintins (Parintins)
- Princesa do Solimões (Manacapuru)
- Rio Negro (Manaus)
- São Raimundo-AM (Manaus)
- Unidos do Alvorada (Manaus)
- Operário-AM

## Albo d'oro
- 1914 Manaus Athletic
- 1915 Manaus Athletic
- 1916  Nacional-AM
- 1917  Nacional-AM
- 1918  Nacional-AM
- 1919  Nacional-AM
- 1920  Nacional-AM
- 1921 Rio Negro
- 1922  Nacional-AM
- 1923  Nacional-AM
- 1924 non disputato
- 1925 non disputato
- 1926 non disputato
- 1927 Rio Negro
- 1928 Cruzeiro do Sul
- 1929 Manaos Sporting
- 1930 Cruzeiro do Sul
- 1931 Rio Negro
- 1932 Rio Negro
- 1933  Nacional-AM
- 1934 Portuguesa
- 1935 Portuguesa
- 1936  Nacional-AM
- 1937  Nacional-AM
- 1938 Rio Negro
- 1939  Nacional-AM
- 1940 Rio Negro
- 1941  Nacional-AM
- 1942  Nacional-AM
- 1943 Rio Negro
- 1944 Olímpico
- 1945  Nacional-AM
- 1946  Nacional-AM
- 1947 Olímpico
- 1948 Fast Clube
- 1949 Fast Clube
- 1950  Nacional-AM
- 1951 América
- 1952 América
- 1953 América
- 1954 América
- 1955 Fast Clube
- 1956 Auto Esporte
- 1957  Nacional-AM
- 1958 Santos
- 1959 Auto Esporte
- 1960 Fast Clube
- 1961 São Raimundo
- 1962 Rio Negro
- 1963 Nacional
- 1964 Nacional
- 1965 Rio Negro
- 1966 São Raimundo
- 1967 Olímpico
- 1968 Nacional
- 1969 Nacional
- 1970 Fast Clube
- 1971 Fast Clube
- 1972 Nacional
- 1973 Rodoviária
- 1974 Nacional
- 1975 Rio Negro
- 1976 Nacional
- 1977 Nacional
- 1978 Nacional
- 1979 Nacional
- 1980 Nacional
- 1981 Nacional
- 1982 Rio Negro
- 1983 Nacional
- 1984 Nacional
- 1985 Nacional
- 1986 Nacional
- 1987 Rio Negro
- 1988 Rio Negro
- 1989 Rio Negro
- 1990 Rio Negro
- 1991  Nacional-AM
- 1992 Sul América
- 1993 Sul América
- 1994 América
- 1995  Nacional-AM
- 1996  Nacional-AM
- 1997 São Raimundo
- 1998 São Raimundo
- 1999 São Raimundo
- 2000  Nacional-AM
- 2001 Rio Negro
- 2002  Nacional-AM
- 2003  Nacional-AM
- 2004 São Raimundo
- 2005 Grêmio Coariense
- 2006 São Raimundo
- 2007  Nacional-AM
- 2008 Holanda
- 2009 América
- 2010 Penarol
- 2011 Penarol
- 2012  Nacional-AM
- 2013 Princesa do Solimões
- 2014  Nacional-AM
- 2015  Nacional-AM
- 2016 Fast Clube
- 2017 Manaus
- 2018 Manaus
- 2019 Manaus
- 2020 Penarol
- 2021 Manaus
- 2022 Manaus
- 2023 Amazonas

- 2024  Manaus

## Titoli per squadra
Le squadre contrassegnate da un asterisco (*) non sono più attive.
| Squadra              | Città            | Titoli |
| -------------------- | ---------------- | ------ |
| Nacional             | Manaus           | 43     |
| Rio Negro            | Manaus           | 17     |
| Fast Clube           | Manaus           | 7      |
| São Raimundo         | Manaus           | 7      |
| América              | Manaus           | 6      |
| Manaus               | Manaus           | 5      |
| Olímpico *           | Manaus           | 3      |
| Penarol              | Itacoatiara      | 3      |
| Sul América          | Manaus           | 2      |
| Auto Esporte *       | Manaus           | 2      |
| Portuguesa *         | Manaus           | 2      |
| Cruzeiro do Sul *    | Manaus           | 2      |
| Manaus Athletic *    | Manaus           | 2      |
| Amazonas             | Manaus           | 1      |
| Manaos Sporting *    | Manaus           | 1      |
| Santos *             | Manaus           | 1      |
| Rodoviária *         | Manaus           | 1      |
| Grêmio Coariense     | Coari            | 1      |
| Holanda              | Rio Preto da Eva | 1      |
| Princesa do Solimões | Manacapuru       | 1      |